# حزب بازسازی میهنی
حزب بازسازی میهنی حزبی دست چپی در هندوراس بود که در ۱۹۹۰ و با ادغام گروه‌های کمونیست و چپ‌گرای مختلف تشکیل شد. از تشکیل‌دهندگان آن می توان به نیروهای خلقی انقلابی لورنزو زلایا، بعضی از اعضای حزب کمونیست هندوراس و بعضی سوسیال دموکرات‌ها اشاره کرد. این حزب بیشتر از ۲ سال دوام نیاورد و نهایتاً در ۱۹۹۲ با سه گروه دیگر حزب اتحاد دموکرات را تشکیل داد.